# Torneo Supercup 2008
Il Torneo Supercup 2008 si è svolto dal 4 al 5 luglio 2008.

Gli incontri si sono svolti nell'impianto "Jako Arena", situato nella città di Bamberga.

## Squadre partecipanti
1. Germania
2. Grecia
3. Porto Rico
4. Slovenia

## Risultati
Semifinali
| Bamberga 4 luglio 2008, ore 18,00 | Grecia | 79 – 71 | Slovenia | Jako Arena |

| Bamberga 4 luglio 2008, ore 20,30 | Germania | 83 – 85 | Porto Rico | Jako Arena |

Finali
| Bamberga 5 luglio 2008, ore 16,00 | Porto Rico | 86 – 93 | Grecia | Jako Arena |

| Bamberga 5 luglio 2008, ore 18,30 | Germania | 77 – 67 | Slovenia | Jako Arena |

## Classifica
| -  | Team       |
| -- | ---------- |
| 1. | Grecia     |
| 2. | Porto Rico |
| 3. | Germania   |
| 4. | Slovenia   |